# کانگ هو دونگ
کانگ هو دونگ (کره‌ای: 강호동؛ زادهٔ ۱۱ ژوئن ۱۹۷۰) مجری تلویزیونی و کمدین اهل کره جنوبی است.
در سال ۲۰۰۸، کانگ نخستین کسی بود در مراسم جوایز هنری بکسانگ به جایزه بزرگ (دسانگ) در بخش تلویزیون دست پیدا می‌کند. او در مراسم‌های دیگر یعنی کی‌بی‌اس، ام‌بی‌سی، اس‌بی‌اس و بکسانگ نیز به دسانگ دست یافت. او به همراه کمدین یو جه سوک، قرارداد خود را با کمپانی دی چاکلت ئی‌اندتی‌اف به دلیل عدم پرداخت، فسخ کرد. او در سال ۲۰۱۲، با کمپانی اس‌ام سی اند سی قرارداد امضا کرد.